# Universidad de Valparaíso
Die Universidad de Valparaíso (UV) ist eine chilenische öffentliche Universität mit Sitz in Valparaíso.

## Geschichte
Vorläufer der Hochschule war die 1878 gegründete Schule für Recht, die 1911 mit der Fachrichtung Steuer erweitert wurde. Die heutige Universität entstand am 12. Februar 1981.
Die Fakultäten der Universität sind über die ganze Stadt verteilt. Seit 2014 ist das Hucke-Gebäude die ingenieurwissenschaftliche Fakultät dieser Universität.

## Fakultäten

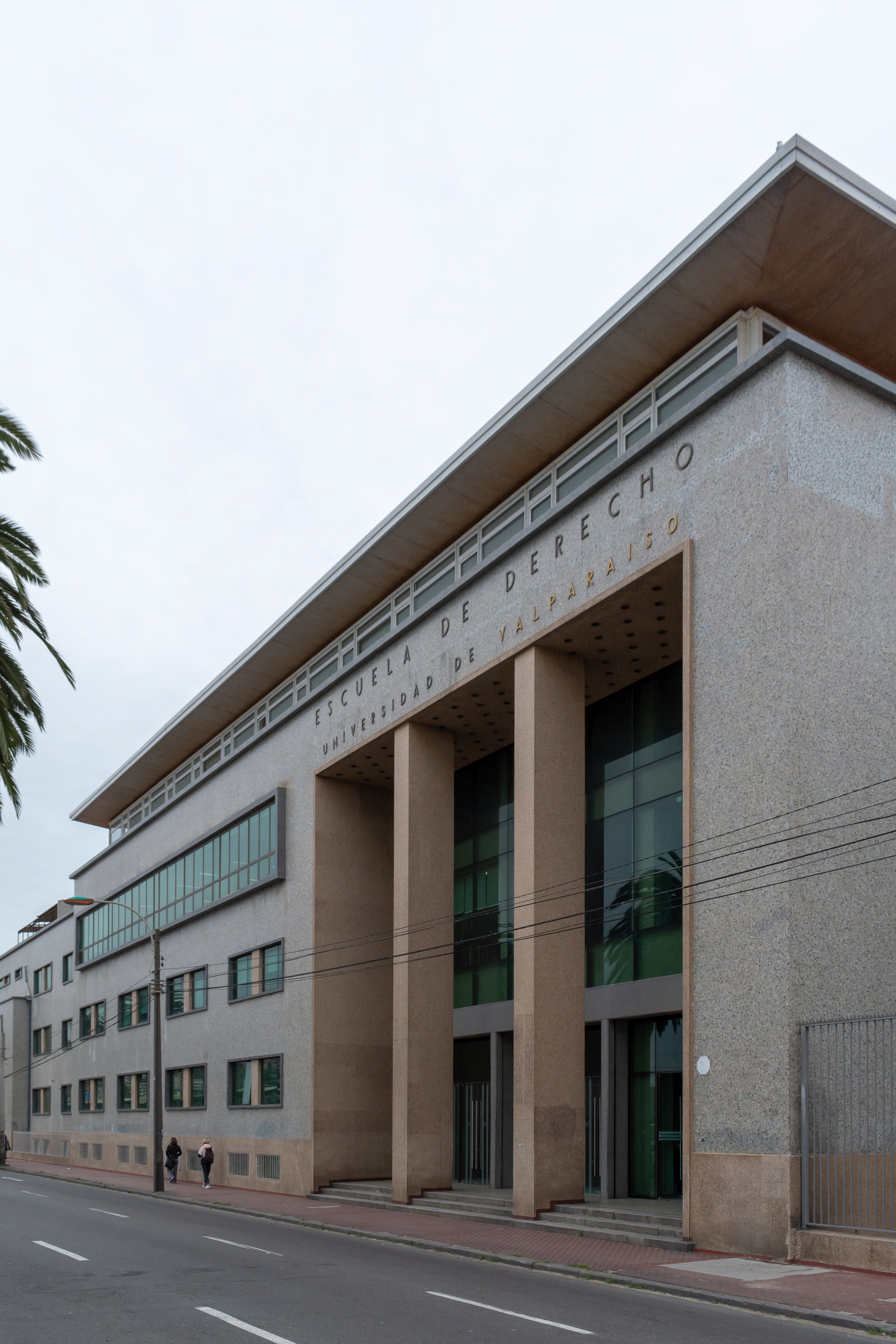
Juristische Fakultät

Die Universität besitzt 11 Fakultäten
- Arquitectura / Architektur
- Ciencias Económicas y Administrativas / Wirtschaft- und Verwaltungswissenschaften
- Ciencias Sociales / Sozialwissenschaften
- Farmacia / Pharmazie
- Ingeniería / Ingenieurwissenschaften
- Odontología / Zahnmedizin
- Ciencias
- Ciencias del Mar y de Recursos Naturales / Meereswissenschaften und natürliche Ressourcen
- Derecho / Juristische Fakultät
- Humanidades y Educación
- Medicina / Medizin

Vormals:
- Geisteswissenschaften
- Natur- und Ingenieurwissenschaften
- Meereswissenschaften
- Kommunikations- und Sozialwissenschaften